# Ben Godfrey
Benjamin Matthew „Ben“ Godfrey (* 15. Januar 1998 in York) ist ein englischer Fußballspieler, der seit Juli 2024 beim italienischen Erstligisten Atalanta Bergamo unter Vertrag steht. Er ist englischer Nationalspieler und kann sowohl im defensiven Mittelfeld, als auch in der Innenverteidigung eingesetzt werden.

## Karriere

### Verein
Ben Godfreys Vater Alex war professioneller Rugby-League-Spieler. Er selbst begann jedoch bereits in jungen Jahren mit dem Fußballsport in seiner Heimatstadt bei York City. Im Sommer 2011 schloss er sich der Jugendabteilung vom FC Middlesbrough an, kehrte aber bereits ein Jahr später wieder zu den Minstermen zurück. Erstmals im Spieltagskader in der ersten Mannschaft stand er am 11. Oktober 2014 bei der 1:3-Auswärtsniederlage in der Football League Two gegen den AFC Newport County, wurde aber nicht berücksichtigt. Auf sein Debüt musste er dann letztlich noch beinahe ein Jahr warten, bis er beim 1:0-Heimsieg gegen Yeovil Town am 18. August 2015 (3. Spieltag) von Beginn an auf dem Platz stand. In der Folge drang er bereits in die Rotation vor und spielte dabei stets auf der Position des defensiven Mittelfeldspielers. Bei der 1:2-Heimniederlage gegen Plymouth Argyle erzielte er in der neunten Minute der Nachspielzeit seinen ersten Pflichtspieltreffer für York City. Mit seiner Mannschaft durchlebte er eine schwere Saison in den Abstiegsrängen, da man bis zum Jahreswechsel in 25 Spielen nur vier gewinnen konnte. Bis Januar 2016 kam Godfrey dabei in 12 Spielen zum Einsatz, in denen er ein Tor erzielen konnte.
Godfrey entfloh dem Abstiegskampf York Citys am 15. Januar 2016 mit seinem Wechsel zum Premier-League-Verein Norwich City, wo er einen 3-1/2-Jahres-Vertrag unterzeichnete. Dort spielte er zunächst für die Akademiemannschaft, kam aber auch für die Reserve in der Premier League 2 zum Einsatz. In der ersten Mannschaft kam er in der verbleibenden Saison 2015/16 nicht zu seinem Debüt und war auch kein einziges Mal in einem Spieltagskader gelistet. Die Canaries mussten mit dem 19. Tabellenplatz den Abstieg in die zweitklassige EFL Championship antreten. Am 23. August 2016 debütierte er in der ersten Mannschaft beim 6:1-Heimsieg gegen Coventry City im League Cup und erzielte in diesem Spiel sein erstes Tor für Norwich. In der Liga bestritt er am 28. Januar 2017 (28. Spieltag) beim 2:0-Heimsieg gegen Birmingham City sein erstes Spiel. In der restlichen Spielzeit 2016/17 kam er noch auf einen weiteren Ligaeinsatz und spielte hauptsächlich in Pokalwettbewerben und in der Reserve.
Am 24. August 2017 wechselte er in einem halbjährigen Leihgeschäft zum Drittligisten Shrewsbury Town. Dort war er von Beginn an als Stammspieler eingeplant und die Leihe wurde zum Jahresende 2017 bis zum Saisonende 2017/18 ausgedehnt. Am 30. Dezember 2017 erzielte er beim 2:1-Auswärtssieg gegen Southend United sein einziges Saisontor. Er kam in dieser Spielzeit zu 40 Einsätzen in der Liga und kehrte danach wieder zu Norwich zurück.
In der folgenden Saison 2018/19 war er vorerst nur Ersatzspieler und drang erst im Dezember 2018 in die Startformation von Trainer Daniel Farke vor. Er war nun jedoch nicht mehr im defensiven Mittelfeld im Einsatz, sondern wurde von Farke in die Innenverteidigung verschoben. Am 29. Dezember traf er bei der 3:4-Heimniederlage gegen Derby County erstmals in der Championship für die Canaries. Seinen Platz in der Startelf behielt er die gesamte Spielzeit bei und erlebte mit seinem Verein eine sehr starke Spielzeit, die mit dem Meistertitel und dem damit resultierenden Aufstieg in die Premier League belohnt wurde. Godfrey kam zu 31 Ligaeinsätzen, in denen er vier Tore erzielte und zwei vorbereitete. In der nächsten Saison 2019/20 absolvierte er 30 Ligaspiele, musste mit Norwich aber den sofortigen Wiederabstieg in die Championship hinnehmen.
Am 5. Oktober 2020 wechselte Godfrey zum Erstligisten FC Everton, wo er einen Fünfjahresvertrag unterzeichnete.
Im Sommer 2024 wechselte er zum amtierenden Europa-League-Sieger Atalanta Bergamo. Nach nur einem Einsatz in der Liga verließ Godfrey Bergamo bereits Anfang Januar 2025 und schloss sich für die restliche Saison Ipswich Town per Leihe an.

### Nationalmannschaft
Godfrey wurde im März 2019 erstmals für den Kader der englischen U-20-Nationalmannschaft nominiert. Sein Debüt bestritt er dann am 21. März bei der 1:3-Niederlage im freundschaftlichen Länderspiel gegen Polen.
Im September 2019 wurde er englischer U-21-Nationalspieler. Am 2. Juni 2021 spielte er erstmals für die englische Nationalmannschaft bei einem 1:0-Heimsieg über Österreich.

## Erfolge
Shrewsbury Town
- EFL Trophy Finalist: 2017/18

Norwich City
- EFL Championship: 2018/19